# Вари (Сирос)
Ва́ри (греч. Βάρη) — село в южной части острова Сирос в Греции. Входит в общину (дим) Сирос-Эрмуполис в периферийной единице Сирос в периферии Южные Эгейские острова. Население 1584 жителей по переписи 2011 года.
Расположено в 7 километрах к югу от Эрмуполиса, административного центра общины. Найдены руины древнего поселения 4—3-го тысячелетия до н. э. Жители заняты сельским хозяйством и туризмом.

## Общинное сообщество Вари
В общинное сообщество Вари входят 3 населённых пункта и 2 острова. Население 2027 жителей по переписи 2011 года. Площадь 9,435 квадратных километров.
| Наименование   | Население (2011), человек |
| -------------- | ------------------------- |
| Азолимнос      | 123                       |
| Аспро (остров) | 0                         |
| Вари           | 1584                      |
| Мегас-Ялос     | 320                       |
| Ната (остров)  | 0                         |

## Население
| Год  | Население, человек |
| ---- | ------------------ |
| 1991 | 967                |
| 2001 | 1165               |
| 2011 | ↗ 1584             |